# Tarn (folyó)
A Tarn folyó Franciaország területén, a Garonne jobb oldali mellékfolyója.

## Földrajzi adatok
A folyó Lozère megyében, Montpelliertől 85 km-re északra, a Cévennekben ered 1 560 méterrel a tengerszint felett, és Moissac városkánál ömlik be a Garonne-ba. A vízgyűjtő terület nagysága 15 753 km²,  hossza 380 km.  Vízhozama nagyon szélsőséges, 140 és 8000 m³/s között mozognak a mért értékek, de az átlagos 233 m³ másodpercenként. Névadója Tarn és Tarn-et-Garonne megyének.
Mellékfolyói a Tarnon, Jonte, Dourbie, Dourdou de Camarès, Cernon, Alrance, Rance, Agout, Muze, Tescou  és a Aveyron. Nem hajózható. A tutajozás közkedvelt sport a folyón.

## Árvíz
Az emlékezetes 1930-as árvízkor, a folyó szintje 17 m-t nőtt 24 óra alatt, a vízhozama pedig 8000 m³/s volt. Összehasonlításképpen a Rajna átlagos vízhozama 2200 m³/s, a Nílusé pedig áradáskor 8500 m³ másodpercenként. A halottak száma meghaladta a 300 főt.

## Megyék és városok a folyó mentén
- Lozère: Florac, Sainte-Enimie
- Aveyron: Millau
- Tarn: Albi, Gaillac, Lisle-sur-Tarn, Rabastens
- Tarn-et-Garonne: Montauban, Moissac

## Képek

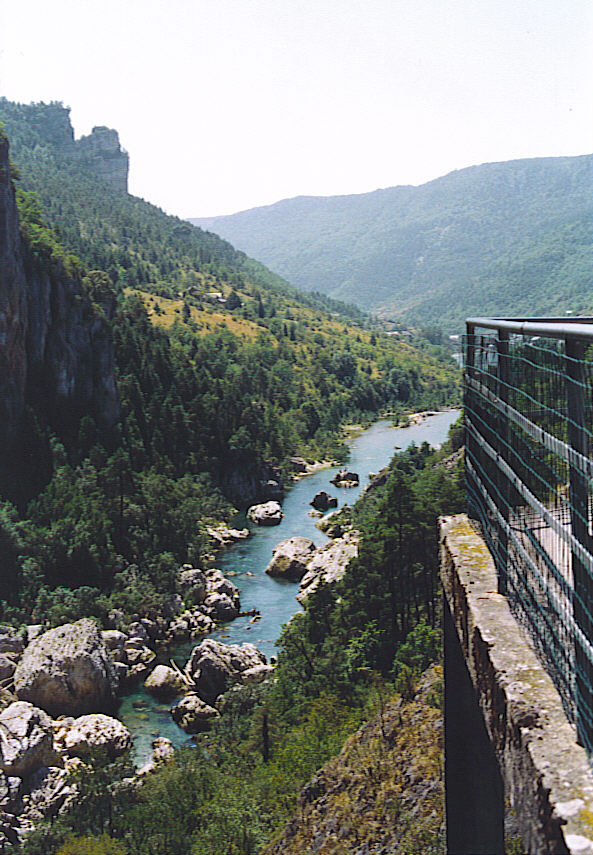
Itt békésnek tűnik
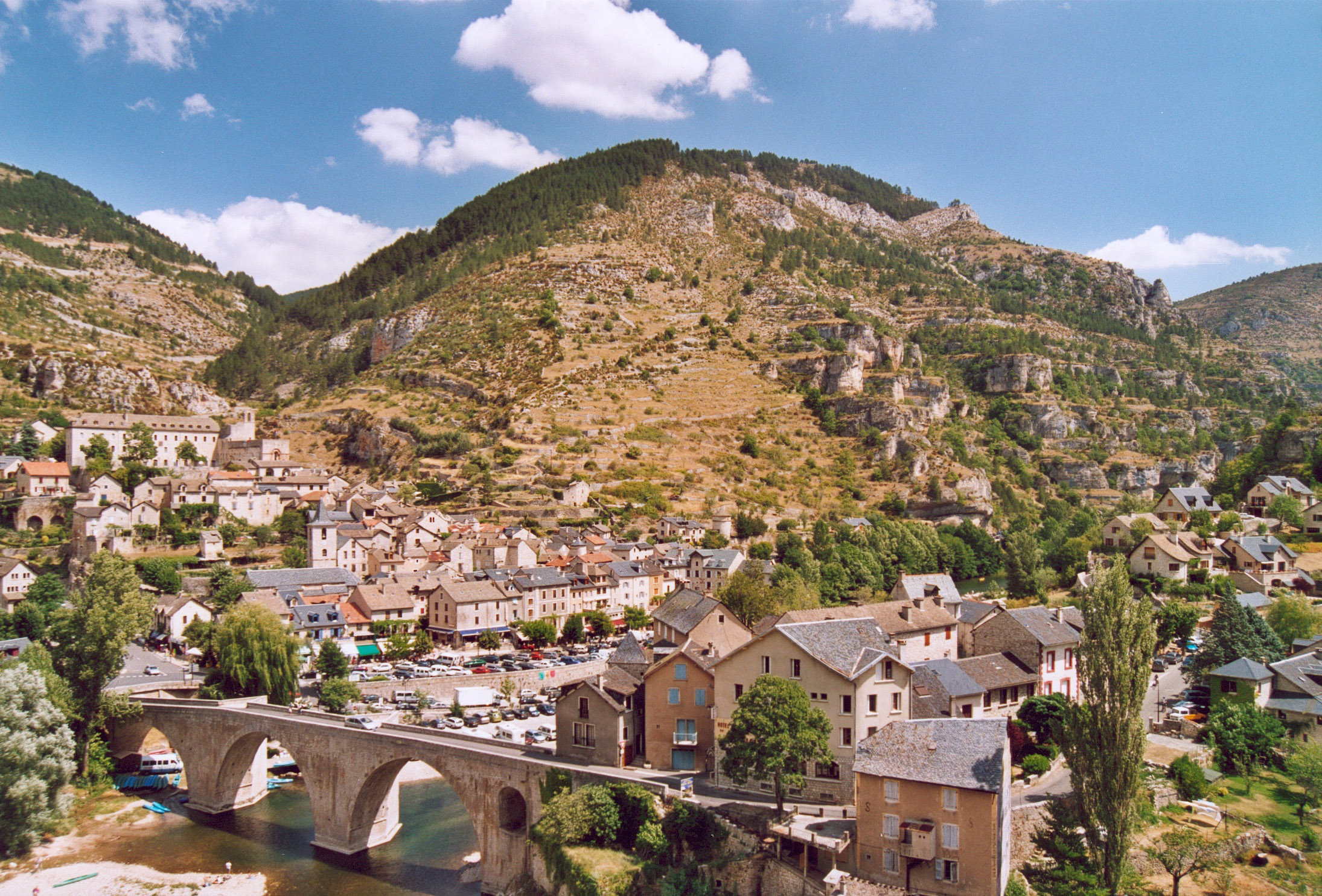
Sainte-Enimie
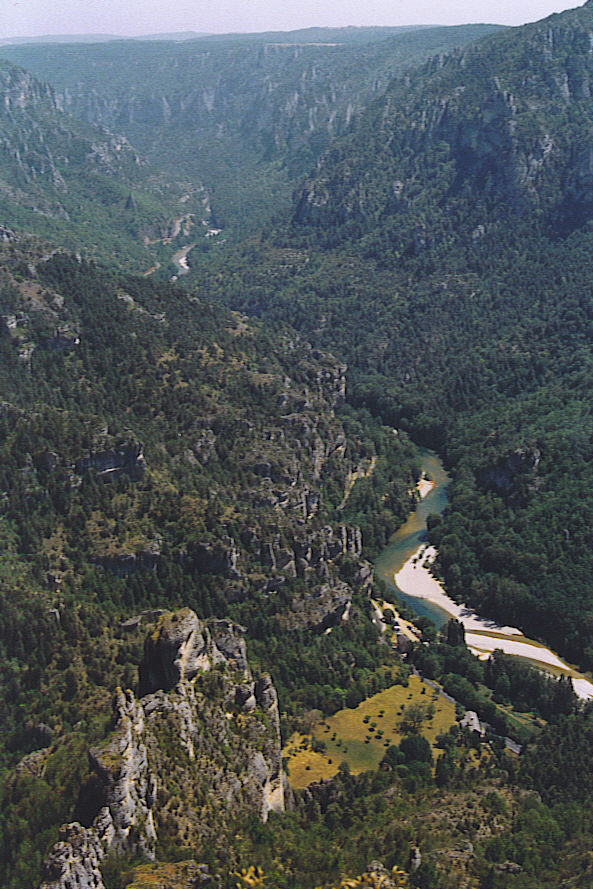
A Tarn szurdoka
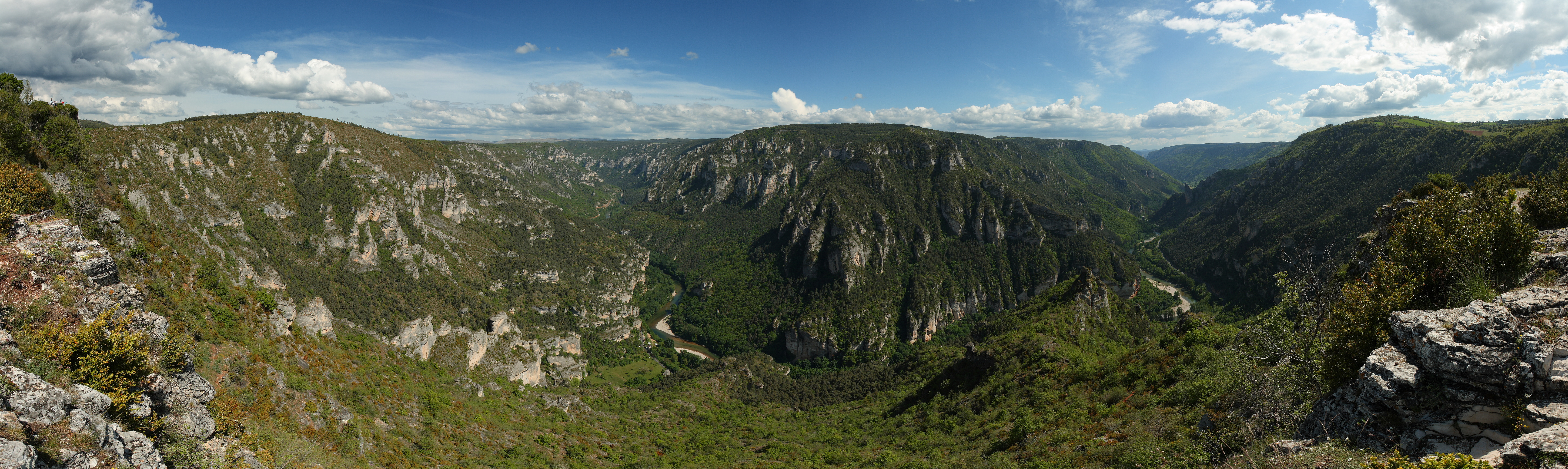
A Tarn szurdoka

## Külső hivatkozások
- services.sandre.eaufrance.fr Archiválva 2015. május 22-i dátummal a Wayback Machine-ben
- Tarn-szurdok – Turisztikai honlap